# Kamer van Vertegenwoordigers (Frankrijk)
De Kamer van Vertegenwoordigers (Frans: Chambre de représentants) was een Franse parlementaire vergadering die tijdens de Honderd Dagen door Napoleon I werd opgericht door de Aanvullende akte op de grondwet van het Rijk. Het was de opvolger van de Kamer van Afgevaardigden van de departementen, ingesteld door het Charter van 1814, en bestond slechts iets meer dan een maand.
De bijeenroeping van de kiescolleges werd afgekondigd op 30 april 1815 en de verkiezingen vonden plaats op 8 en 22 mei.
De Kamer werd gevormd op 3 juni, de dag na het plebisciet over de Aanvullende akte. Ze telde 629 vertegenwoordigers, voornamelijk liberalen, jakobijnen en bonapartisten. Op 4 juni koos de Kamer Jean-Denis Lanjuinais tot voorzitter. Onder de vice-voorzitters was de markies van La Fayette.
Op 23 juni, na de publicatie van de tweede troonsafstand van de keizer, erkende de Kamer zijn zoon als Napoleon II en benoemde ze een regeringscommissie van vijf leden, met onder meer Carnot, Fouché en generaal Grenier. De volgende dag werd een grondwetscommissie aangesteld, die op 29 juni haar ontwerp presenteerde.
De Kamer werd uiteengedreven op 8 juli en ontbonden op 13 juli door een ordonnantie van Lodewijk XVIII.